# السودا
السودا (به عربی: السودا) یک منطقهٔ مسکونی در سوریه است که در استان طرطوس واقع شده‌است.

## خصوصیات
السودا ۴٬۰۶۴ نفر جمعیت دارد.